# بارایچ
بارایچ (به انگلیسی: Bahraich) یک شهر در هند است که در بخش بارایچ واقع شده‌است. بارایچ ۳۴ کیلومتر مربع مساحت و ۱۸۶٬۲۲۳ نفر جمعیت دارد و ۱۲۶ متر بالاتر از سطح دریا واقع شده‌است.